# Viet Vo Dao

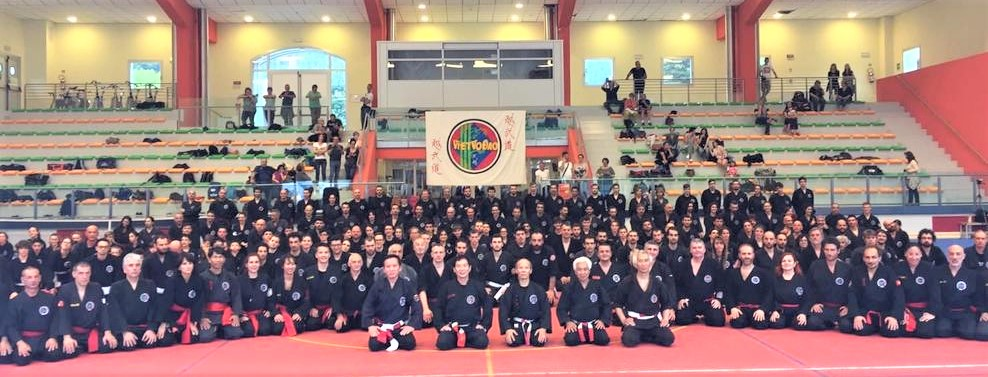
La Federazione Viet Vo Dao Italia

Việt Võ Đạo ((越武道) è il termine utilizzato in Italia, e più in generale in Europa, per indicare complessivamente le arti marziali vietnamite.

## Etimologia
Letteralmente quest'espressione significa:

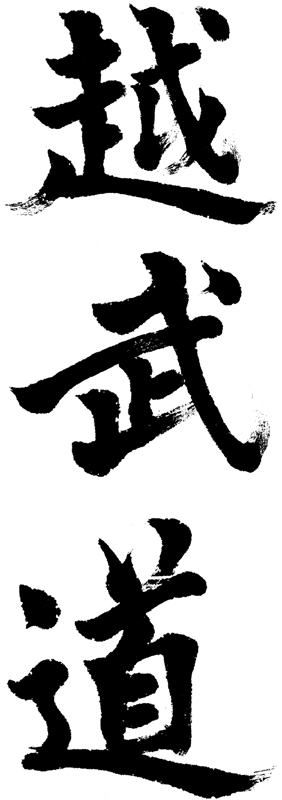
Viet Vo Dao in ideogrammi cinesi

- Việt: è il nome del principale gruppo etnico del Vietnam (người Việt = popolo Viet)
- Võ: arte marziale
- Đạo: la Via (Tao) che porta alla saggezza

Việt Võ Đạo è quindi la Via delle arti marziali vietnamite.
Il termine è stato coniato nel 1964 dai maestri Lê Sáng (1920-2010), allora Patriarca del Vovinam viet vo dao, e Trần Huy Phong (1938-1997) per sottolineare gli aspetti filosofici (Đạo) della disciplina; in Vietnam è associato prevalentemente alla scuola Vovinam viet vo dao, mentre per indicare le arti marziali tradizionali vietnamite si usano espressioni come Võ Cổ Truyền Việt Nam (arti marziali tradizionali del Vietnam), Võ Thuật (tecniche di combattimento), o ancora Võ Dân Tôc (arte marziale nazionale).

## Storia
Lo sviluppo delle arti marziali in Vietnam è stato influenzato storicamente da cinque grandi Scuole: il Võ Lâm (arti marziali delle montagne e delle foreste), il Võ Kinh (arti marziali della capitale imperiale Huế), il Vo Co Truyen (arti marziali della tradizione guerriera), il Võ Phật Gia Quyền (arti marziali buddiste), sviluppato sotto la dinastia Lý (1009-1225), e il Võ Thiếu Lâm Tự (arti marziali dal tempio Shaolin), introdotto durante le dinastie cinesi Song (960-1279) e Ming (1368-1644). Per ragioni storiche e geografiche in Vietnam sono molto diffusi gli stili di origine cinese, soprattutto in quelle zone, come Città Ho Chi Minh, con una forte presenza di immigrati cinesi.

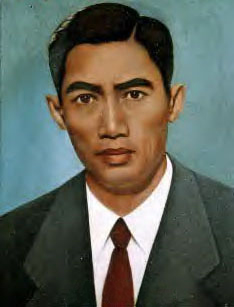
Il maestro Nguyễn Lộc, fondatore del Vovinam

Nel 1938 il maestro Nguyễn Lộc presentò ufficialmente il Vovinam, creato sintetizzando le sue conoscenze nel Võ Thuật e nel Đấu Vật (lotta tradizionale vietnamita) con elementi combinati di arti marziali giapponesi e cinesi. Il suo intento era quello di promuovere il senso di identità nazionale, fornendo ai praticanti un metodo efficiente di autodifesa dopo un breve periodo di studio. Nel 1964 venne aggiunto il nome Việt Võ Ðạo, per sottolineare gli aspetti filosofici e spirituali della pratica marziale; i maestri Le Sang, Trần Huy Phong (1938-1997) e Nguyễn Văn Thủ elaborarono inoltre le linee guida per il suo sviluppo e fu creato il sistema di gradi e livelli. Dal 1966 cominciò ad essere insegnato nelle scuole.
Prima del 1975, in Vietnam del Sud non esisteva un'organizzazione unitaria di arti marziali vietnamite: le arti marziali "straniere", come judo, aikidō, karate e taekwondo, erano gestite dalle rispettive federazioni. Il taekwondo, in particolare, arrivato in Vietnam del Sud con i contingenti sud-coreani in appoggio all'esercito statunitense durante la guerra del Vietnam, venne diffuso in modo sistematico a tutti i livelli sociali in funzione "antinazionalista", utilizzando anche la politica del "regalo" (in genere, riso) per attirare i praticanti.
Per le arti marziali tradizionali vietnamite si erano costituite diverse associazioni, tra cui la Tổng hội Võ học Việt Nam (Vietnam General Association of Martial Arts), comprendente pugilato e Võ tự do (kick boxing vietnamita), fondata a Saigon nel 1969 da rinomati maestri come Lê Văn Kiển, Mai Văn Phát, Hồ Văn Lành, Quách Văn Phước e Đặng Quang Lương.
Le arti marziali di origine cinese erano definite complessivamente Võ Thuật Trung Hoa, ma abitualmente veniva utilizzato il nome dello stile o della scuola.

## Việt Võ Đạo in Europa
In Europa il nome Việt Võ Đạo si è diffuso in seguito alla nascita, intorno alla metà degli anni settanta, della Federazione Internazionale Việt Võ Đạo, che raggruppava i maestri vietnamiti operanti in Europa. 

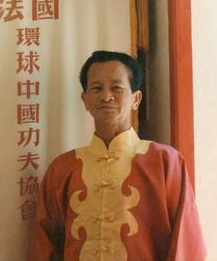
Il maestro Hoàng Nam, fondatore della scuola Wutao

Il maestro Le Sang, allora Patriarca della scuola Vovinam viet vo dao, autorizzò il professor Charles Phan Hoang ad utilizzare il nome "Việt Võ Đạo" per definire l'insieme delle arti marziali e dei metodi di cultura del corpo di origine vietnamita, i cui maestri si stavano associando in Europa. Nel 1973 venne fondata la Federazione Francese Việt Võ Đạo, poi evolutasi nell'International Việt Võ Đạo Federation ad opera dei maestri Nguyễn Dân Phú (Decano del Consiglio dei Maestri, scuola Bắc Hà), Bùi Văn Thịnh (scuola Thiền Tông Việt Nam), Nguyên Trung Hòa (scuola Nam Bộ), Hoàng Nam (scuola Hoàng Gia), Trần Phuớc Tasteyre (scuola Hàn Bái), Phạm Xuân Tòng (scuola Nga Mi Hổ Hạc Trảo, poi Quán Khí Đạo), Trần Minh Long (scuola Minh Long).
In Italia si unirono alla International Việt Võ Đạo Federation i maestri Nguyễn Văn Việt (Roma), Bảo Lan (Padova), Nguyễn Thiên Chính (Torino) e Trần Ngọc Định (Milano). La Federazione italiana Viet Vo Dao (FVVDI) fu creata con atto notarile nel 1980 a Roma e risulta l'unica associazione sportiva in Italia autorizzata ad utilizzare ll nome Việt Võ Đạo ed il distintivo della Federazione Internazionale.
L'Unione Vovinam Viet Vo Dao Italia, costituita nel 1993 dai maestri Michele Garofalo e Marco Mastrulli con l'intento di unificare tutte le scuole di Vovinam Viet Vo Dao sotto una sola associazione, ha contribuito notevolmente allo sviluppo della disciplina in Italia. Nel 2015 è nata invece la Vovinam Viet Vo Dao Italia a.s.d. per la gestione delle varie associazioni sportive di Vovinam viet vo dao che aderiscono alla EVVF (European Vovinam Viet Vo Dao Federation); in quanto membro ufficiale di EVVF, la Vovinam Viet Vo Dao Italia a.s.d. è anche membro della WVVF (World Vovinam Federation), con sede in Vietnam.

## Programma e caratteristiche tecniche
Le scuole di arti marziali vietnamite dividono tradizionalmente il programma tecnico in tre parti:
- Căn bản: tecniche fondamentali, che comprendono posizioni, spostamenti e tutte le tecniche di attacco e difesa con gli arti superiori e inferiori;
- Quyền (forme): sequenze codificate a mani nude e con armi;
- Đấu tự do: combattimento.

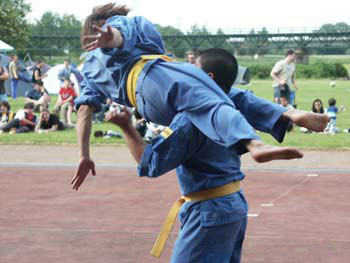
"Forbice volante"

Sviluppato da un popolo fisicamente più minuto dei "vicini" cinesi, il Việt Võ Đạo, pur essendo affine al Kung Fu, è caratterizzato da una maggiore mobilità, velocità di spostamento, flessibilià delle tecniche e delle tattiche di combattimento, che si basano più sulla rapidità e sull'agilità che sulla potenza e sulla forza diretta. Non a caso i praticanti sono famosi per le tecniche acrobatiche, come le "forbici volanti", utilizzate per atterrare avversari più pesanti, sfruttando l'energia cinetica e lo sbilanciamento.
Il programma tecnico varia da scuola a scuola, a seconda del lignaggio e degli stli.
Nel Vovinam Viet Vo Dao il programma comprende:
- Quyền (forme)
- Song luyện (combattimenti prestabiliti a coppie)
- Khóa Gỡ  (tecniche di chiave e leva)
- Vật (tecniche di lotta)
- Nhu Khì Công (tecniche di energia interna)
- Đòn Chân (tecniche di forbice)
- Phản Đòn (tecniche di contrattacco)
- Chiến Lược (strategie di combattimento)
- Đấu tự do (combattimento libero).

A partire dal 1993 nel programa unificato della WFVV (World Federation of Vietnam Vocotruyen) sono state selezionate delle quyền per la categoria “Forme codificate”, scelte dal programma delle principali scuole di arti marziali tradizionali vietnamite: Roi tấn nhất, Tứ linh đao, Hùng kê quyền, Lão hổ thượng sơn, Tiên ông quyên, Đản côn tề mi, Bạch hạc sơn quyền, Huỳnh long độc kiếm, Kim ngưu quyền, Thái sơn côn, Bạch hạc thương, Ngọc trản quyền, Lôi long đao, Lão mai quyền, Thanh long độc kiếm, Bát quái côn, Siêu xung thiên, Độc lư thương.

## La divisa e il saluto

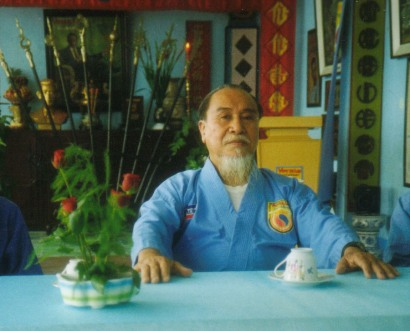
M° Lê Sáng - Vovinam viet vo dao

La divisa del praticante di Việt Võ Đạo, chiamata Võ phục (= veste da arte marziale), è un'uniforme da allenamento (pantalone + giacca) stretta in vita da una cintura, il cui colore corrisponde al grado ed al livello tecnico raggiunto. I gradi variano da scuola a scuola, sia nella denominazione che nel colore che nella tipologia di cintura (a fascia o rigida). 
Nel Vovinam viet vo dao il Võ phục è di colore azzurro: il maestro Lê Sáng scelse questo colore, che rappresenta la pace e il mare, con la speranza che il Vovinam viet vo dao si diffondesse nei cinque continenti. In quasi tutte le altre scuole di Việt Võ Đạo in Italia e in Europa, invece, il Võ phục è tradizionalmente di colore nero, in quanto veste di origine contadina. In Vietnam ogni scuola ha una propria divisa distintiva, di colore variabile (dal bianco al rosso, dal giallo al nero), che spesso per ragioni climatiche è costituita semplicemente da pantaloni leggeri e maglietta.
Il saluto di Việt Võ Đạo eseguito flettendo il busto in avanti con il braccio destro piegato sul petto, la mano destra sul cuore e il braccio sinistro disteso lungo il fianco con il pugno chiuso, significa "mano d'acciaio su cuore di bontà". Nella maggior parte delle scuole si utilizza però il saluto tradizionale del Kung Fu a mani giunte, eseguito con un leggero inchino, portando davanti al petto la mano destra chiusa a pugno coperta dalla mano sinistra aperta, a simboleggiare l'unione dello Yin (Âm) e dello Yang (Dương).

## Lo stemma
Nello stemma del Việt Võ Đạo i colori rimandano a quelli dei cinque elementi taoisti (Ngũ hành) e rappresentano le cinque qualità che il praticante (Võ Sinh) deve sviluppare nella vita: Bianco = purezza; Verde / blu = speranza; Nero = serietà; Rosso = coraggio; Giallo = generosità. Il cerchio che racchiude lo stemma simboleggia la Vita e rappresenta l'Universo; il quadrato rappresenta le quattro direzioni (nord, sud, ovest, est); il bambù rappresenta il disinteresse, la rettitudine, la costanza e la flessibilità, qualità che il praticante deve perseguire in palestra come nella vita.

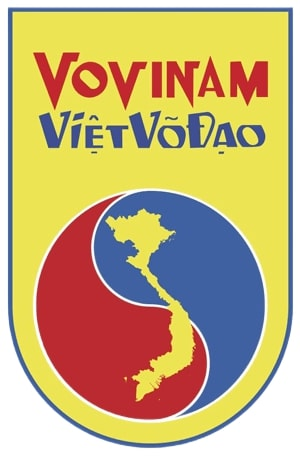
Stemma Vovinam viet vo dao

Anche lo stemma del Vovinam viet vo dao nasce dalla sovrapposizione di cerchio e quadrato, perché nella cosmogonia vietnamita la Terra è immaginata come un quadrato inserito nel cerchio dell'Universo. All'interno dello stemma è posto il Đạo, il simbolo che rappresenta le opposte polarità, Âm / Dương (Yin / Yang), in rosso e blu; sopra il simbolo del Đạo c'è la sagoma del Vietnam in giallo e nella parte superiore dello stemma compare il nome della scuola Vovinam viet vo dao in rosso e blu.

## Federazioni e associazioni
A livello internazionale, la WFVV (World Federation of Vietnam Vocotruyen), in vietnamita LDTGVVN (Liên Đoàn Thế Giới Võcổtruyền Việt Nam), è l'unica organizzazione mondiale ufficiale del Võcổtruyền Việt Nam approvata dal Repubblica Socialista del Vietnam, istituita nel 1991 dal Ministero della Cultura, dell'Informazione e dello Sport con lo scopo di preservare e promuovere le arti marziali tradizionali vietnamite come arti marziali nazionali.
In Italia la FAMTV - VCT (Federazione Arti Marziali Tradizionali Vietnamite - Vo Co Truyen) fa riferimento alla WFVV, di cui recepisce i regolamenti per le attività, i riconoscimenti, le qualifiche e da cui trae le indicazioni per la divulgazione dell'arte marziale tradizionale vietnamita in Italia.
in ambito sportivo, in Italia la FIWuK (Federazione Italiana Wushu Kung Fu) è l'unico soggetto riconosciuto e autorizzato dal C.O.N.I. a disciplinare e gestire le seguenti discipline:
- le arti marziali di origine cinese quali il Wushu KungFu moderno, in tutte le specialità combinatorie (Taolu) e da combattimento (Sanshou) ed il Wushu KungFu Tradizionale (tutti gli stli interni ed esterni);
- il KungFu Vietnamita;
- il Kali filippino (detto anche Arnis o Escrima);
- il Pencak Silat

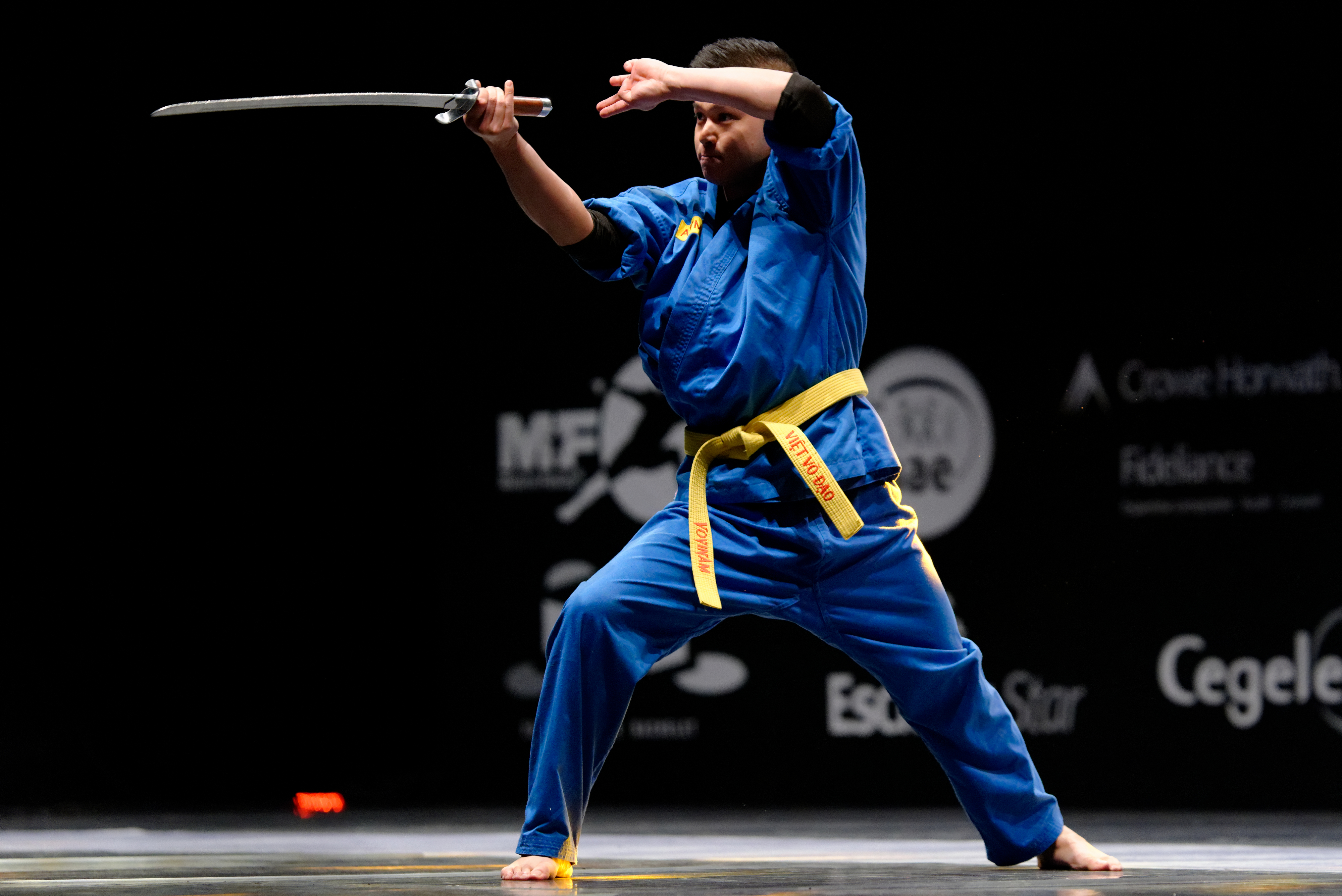
Esibizione di Vovinam viet vo dao

Per quanto riguarda il Vovinam viet vo dao, dopo la fine della guerra del Vietnam, durante il primo Congresso Mondiale a Parigi nel 1996 vengono fondati la World Vovinam viet vo dao Federation (Tổng Liên đoàn Vovinam-Việt Võ Đạo) e il Consiglio Mondiale dei Maestri. Nel 2010 si è svolto a Parigi il congresso di fondazione della European Vovinam viet vo dao Federation (EVVF). Su incarico della World Vovinam viet vo dao Federation, la promozione della disciplina è affidata in Italia alla Vovinam Viet Vo Dao Italia ASD.
Operano inoltre in Italia Associazioni Sportive Dilettantistiche il cui scopo istituzionale è promuovere sul territorio nazionale le arti marziali tradizionali vietnamite e sino-vietnamite, in collaborazione con la FIWuK, la FAMTV - VCT o in modo indipendente. Le più rappresentative sono la Federazione italiana Viet Vo Dao ASD (F.V.V.D.I.A.S.D.), l'ASD Kim Long - Viet Anh Mon e l'ASD Scuola Wutao.

## Tradizione e Sport
Tradizionalmente le discipline vietnamite e cinesi non hanno un sistema gerarchico basato sulle cinture come in Giappone. Le relazioni rispecchiano quelle di una famiglia: dunque “sifu” (in vietnamita Sư phụ) è il padre, “sigung” (il maestro del “sifu”) è il nonno, gli allievi sono “fratelli”. A differenza della famiglia, le relazioni non si basano sull’età anagrafica, ma sull’inizio della pratica. Tra due allievi è dunque “maggiore” non il più vecchio, ma quello che ha cominciato per primo.
La trasmissione del "sapere marziale" è ancora oggi per lo più orale, basato sull'imitazione e la ripetizione dei movimenti, in un contesto di narrazione fatta di parole, rituali e codici trasmessi da maestro ad allievo, ciascuno erede di una lunga tradizione e ciascuno responsabile della sua trasmissione. Il lignaggio, la scuola, tradizionalmente servono a conservare questo sapere e a garantirne la corretta trasmissione.
L'evoluzione in senso sportivo ha in alcuni casi snaturato l'essenza della disciplina tradizionale, i cui obiettivi dovrebbero essere il massimo sviluppo delle capacità fisiche e mentali del praticante e la concretezza marziale.
Nel Wushu "moderno" sono presenti due discipline chiamate Taolu e Sanshou.
- Il Taolu è una gara di "forme", sequenze codificate di movimenti di attacco e difesa, suddivisa in esercizi effettuati a mani nude, con armi, di gruppo e combattimenti prestabiliti.

- Il Sanshou (Sanda) è il combattimento libero

Per quanto riguarda le gare di "forme", gli atleti che si sfidano in queste categorie hanno una preparazione atletica che è simile a quella degli atleti di ginnastica artistica, ma esasperano le posizioni, portandole alla massima estensione possibile, e compiono salti e acrobazie con un grande effetto scenico, ma nessun valore dal punto di vista "marziale". L'uso di armi di alluminio dal peso troppo leggero induce gli atleti a ricercare il massimo della velocità a scapito della corretta esecuzione.
Nelle gare di combattimento, l'utilizzo di protezioni e le limitazioni dovute ai regolamenti spingono gli atleti ad allontanarsi da un allenamento "tradizionale" al combattimento, nel quale è possibile provare tutte le tecniche (comprese quelle "vietate"), per privilegiare una preparazione di tipo "agonistico", nel quale vengono allenate poche tecniche che risultino efficaci in gara, come già succede nel judo e nel taekwondo olimpici.

## Glossario
Gran parte del lessico vietnamita è costituito da prestiti linguistici dalla lingua cinese. Nelle arti marziali tradizionali vietnamite viene utilizzata questa lingua "letteraria", molto diversa dal vietnamita "parlato", più popolare.
Le Quyền (forme) vengono tramandate attraverso  "poemi" (Thơ) le cui "poesie" (Thiệu) descrivono, in termini più o meno suggestivi e "in codice" (ad esempio "Mãnh hổ xuất động" = la tigre feroce esce dalla tana) la sequenza e l'applicazione delle tecniche. La guida di un maestro nell'interpretazione di questo lessico è fondamentale per comprendere in profondità tutte le sfaccettature della tradizione marziale.
Qualche esempio di lingua "letteraria":
Numeri
La prima è la numerazione in vietnamita "moderno", la seconda è la numerazione in sino-vietnamita: nel lessico delle Quyền si trova in genere quest'ultima, come ad esempio in Bát Quái Chân Quyền (= il principio degli Otto Trigrammi): 
1 một - nhẩt, 2 hai - nhi, 3 ba - tam, 4 bốn - tú', 5 năm - ngu, 6 sáu - lục, 7 bảy - thất, 8 tám - bát, 9 chín - củ'u, 10 mười - thập 
Posizioni
Ky mã tấn = posizione del cavaliere;  Chảo mã tấn = posizione “corta”; Hac Tân = posizione della gru; Xà Tân  = posizione del serpente; Dương cung tấn = posizione dell'arciere; Quy Tân  =  posizione in ginocchio; 
Armi
Côn = bastone lungo; Kiếm = spada diritta; Đao = sciabola; Thương = lancia; Đại Đao = alabarda; Lưỡng tiết côn = bastoni a 2 pezzi (Nunchaku) 
Animali
Long = drago, Hổ = tigre, Xà = serpente, Hạc = gru, Báo = leopardo